# Der verzauberte Tag
Der verzauberte Tag ist ein deutscher Spielfilm von Peter Pewas aus dem Jahre 1943. Er wurde von der nationalsozialistischen Filmzensur verboten und erlebte erst nach dem Krieg im Ausland seine Welturaufführung.

## Handlung
Die weizenblonde Christine Schweiger verdient sich ihren Lebensunterhalt in einem Bahnhofskiosk. Sie und ihre Kollegin Anni hängen Tagträumen von der großen Liebe nach. Christines Mutter würde es am liebsten sehen, wenn ihre Tochter den grundsoliden Buchhalter Rudolf Krummholz, einen biederen Pedanten und Langweiler, heiraten würde. Doch Christine will nicht so recht, sie erwartet sich sehr viel mehr von Leben. Freundin Anni ist noch viel offensiver: Sie ist lebenslustig, kess und erfindet auch mal gern einen Liebhaber. Ihren „Verlobten Maximilian“ gibt es jedenfalls nicht, mit ihm will sie sich interessant machen.
Eines Tages sieht Christine aus ihrem Kiosk heraus einen Mann, der seinen Blick aus dem Zugabteil ungewöhnlich lange auf sie gerichtet hält. Ihrem romantischen Naturell entsprechend, ist sie sofort davon überzeugt, dass dieser Fremde der Mann ihres Lebens sein müsse. Als am folgenden Tag Blumen für sie abgegeben werden, hat sie keine Zweifel mehr: Die müssen vom Fremden kommen. In Wahrheit stammen sie von jemand anderem, dem kreuzbraven Bahnhofsvorsteher Wasner. Christine beobachtet fortan die ankommenden Züge, in der Hoffnung, der fremde Mann werde wieder auftauchen. Eines Tages steigt er tatsächlich aus dem Waggon und stellt sich ihr vor. Er heiße Professor Albrecht Götz, sei Maler von Beruf und wolle sie unbedingt malen.
Man verabredet sich für das kommende Wochenende zu einer Spritztour ins Grüne, und während einer Rast fertigt der Künstler eine Zeichenskizze von Christine an. Einem aufziehenden Gewitter entkommen beide durch die Flucht in Götz‘ Wohnung. Beide verbringen dort die Nacht miteinander. Auf Christines Nachfrage hin erklärt Götz, dass der Blumenstrauß nicht von ihm stamme. Eine weitere Illusion Christines zerplatzt, als der Maler ihr erklärt, dass seine auf ihr Gesicht fixierten Blicke damals gar nicht ihr, sondern vielmehr einer winzigen Schrift am Kiosk gegolten hätten. Er habe Angst zu erblinden, und überprüfe so seine Sehfähigkeit. Götz ist ein Mann, dem Frauenbekanntschaften nicht fremd sind, und er scheint, so wird Christine klar, ein regelrechter Frauenheld zu sein, der nichts Festes im Sinn hat.
Christine ist schockiert. War alles nur eine Illusion? Sie fühlt sich wie ein billiges und dummes, kleines Mädchen. Ratlos und verzweifelt irrt sie durch die Stadt. Daheim angekommen, wartet schon der fallengelassene Krummholz auf sie, mit einem Revolver bewaffnet. Der kleine, von ihr abgewiesene Mann ist betrunken und fühlt sich zutiefst gedemütigt. Er schießt auf seine Verlobte in spe, und Christine sackt zusammen. Schwer verletzt wird die Verkäuferin in das Krankenhaus gebracht, wo man verzweifelt versucht, ihr Leben zu retten. Albrecht Götz erfährt aus der Zeitung von diesem Vorfall und eilt an ihr Krankenbett. Als Christine wieder erwacht, versichert er ihr, dass sie für ihn kein flüchtiges Abenteuer ist.

## Produktionsnotizen
Der verzauberte Tag ist der erste abendfüllende Spielfilm von Peter Pewas, der auch den Prolog spricht. Der Film entstand nach der 1923 veröffentlichten Novelle Die Augen von Franz Nabl.
Gedreht wurde die Produktion vom 22. Juni bis Oktober 1943 in der Ufastadt in Babelsberg. Die Uraufführung war im September 1947 in Zürich, die deutsche Erstaufführung fand am 9. Januar 1952 statt. Zuvor wurde Der verzauberte Tag auch in Schweden gezeigt.
Der Film hatte von Anfang an beträchtliche Probleme mit der NS-Zensurbehörde und wurde am 6. Juli 1944 erstmals dem Reichsfilmintendanten vorgeführt und in der vorgelegten Fassung sofort abgelehnt. „Die Zensur verlangte immerfort Änderungen“„Über die künstlerischen Werte des Films (das betrifft sowohl die Regie als auch das Spiel der Darsteller) sprach man ebenso negativ wie positiv.“ Nach endlosem Hin und Her und der Auferlegung zahlreicher Schnittauflagen wurde Der verzauberte Tag im Oktober 1944 endgültig verboten. Offensichtlich schien Pewas‘ Film der NS-Kulturpolitik zu experimentell und den Sehgewohnheiten im Dritten Reich abträglich. Pewas‘ Kameramann Georg Krause überrascht mit ungewöhnlichen Einstellungen und operiert mehrfach mit Überblendungen und bisweilen weichzeichnerischen Filterbildern. Es wurde „seine interessanteste Arbeit im 3. Reich.“
Die Bauten entwarf Erich Grave, die Kostüme stammen von Walter Schulze-Mittendorf.
Das Lied „Schön ist der Frühling“ wird von Ingeborg Schmidt-Stein zu den Lippenbewegungen von Winnie Markus gesungen.
Im Rahmen der Retrospektiven der Berlinalen 1978 und 1981 wurde Der verzauberte Tag erneut gezeigt.

## Kritiken
In Filmmuseum.at ist zu lesen: Der verzauberte Tag „ist eines der außergewöhnlichsten Werke des deutschen Kinos der 1940er Jahre: Mal fühlt man sich an den frühen Tonfilm, an dessen Montageexperimente und Brüchigkeit erinnert, dann plötzlich meint man, ein Werk des poetischen Realismus zu sehen. All dies passt gut zur melancholisch-verträumten Art des Films, mit der er von Liebe und deren Ausbleiben zu schwärmen weiß.“
Das Lexikon des Internationalen Films schreibt: „Der von Peter Pewas eigenwillig-extravagant inszenierte Film von 1944 erregte das Mißfallen des Reichsfilmintendanten Dr. Hippler wegen der emanzipatorisch angelegten Frauenrollen im Kontrast zum dubiosen Partnerschaftsverhalten der Männer“.
Das große Personenlexikon des Films nannte Der verzauberte Tag eine „lyrische, emanzipatorische Frauengeschichte“.

## Trivia
Ein Filmplakat des Verzauberten Tags ist im Film Die Freibadclique als Wanddekoration in der Dachstube des Protagonisten "Onkel" zu sehen, als sein Freund "Knuffke" ihn zuhause aufsucht.